# Lars Werner
Lars Helge Werner, född 25 juli 1935 i Sofia församling i Stockholm, död 11 januari 2013 i Tyresö församling, var en svensk politiker som var partiledare för dåvarande Vänsterpartiet kommunisterna 1975–1993; partiet bytte namn till Vänsterpartiet mot slutet av hans partiledartid. Han var riksdagsledamot 1965–1994.

## Biografi

### Bakgrund
Lars Werner avlade realexamen 1951, gick på yrkesskola 1951–1953 för att bli murare och därefter på teknisk aftonskola (husbyggnadsteknisk linje) 1954–1956. Han fullgjorde värnplikten 1956–1957 som sjukvårdskorpral vid Vaxholms kustartilleriregemente (KA1) och arbetade därefter som byggnadsarbetare och mätningsman till 1968. Därefter blev han ombudsman för Svenska Byggnadsarbetareförbundets första avdelning.

### Politisk karriär
Från 1951 till 1968 var Werner styrelseledamot för Unga Örnar i Stockholm. Han var ordförande för Murarnas kommunistiska klubb i Stockholm 1957–1965, styrelseledamot i Stockholms kommunistiska arbetarekommun 1958–1964 och ordförande i VPK Stockholm 1971–1973.
Werner satt i kommunfullmäktige i Tyresö 1962–1973. Han var riksdagsledamot i första kammaren för Stockholms stad från 26 maj 1965 och fram till 1970, och därefter var han ledamot i enkammarriksdagen fram till 1994. Han var suppleant i civilutskottet 1971–1976, i finansutskottet 1974–1976 och i utrikesutskottet från 1982. Han var ledamot av riksdagens valberedning 1971–1975, av talmanskonferensen 1974–1975 och av riksdagens krigsdelegation från 1982 samt ordförande i riksdagsgruppen från 1975.
Werner var från 1967 bland annat vice ordförande i  Vänsterpartiet kommunisterna (VPK). Han var en drivande kraft bakom reformerna i partiet (med inspiration från eurokommunismen) och även bakom namnbytet 1967 (från Sveriges kommunistiska parti). Han efterträdde sedan C‑H Hermansson som partiordförande 1975. Werner framstod som folklig och var relativt populär, vilket var en tillgång för partiet. År 1983 besökte Werner och partisekreteraren Bo Hammar Nordkorea, ett land som VPK hade vänskapliga förbindelser med. År 1987 skickade Werner och VPK gratulationer till Kim Il-sung på dennes 75-årsdag. På partikongressen 1990 drev Werner på för att partiet ännu en gång skulle byta partinamn, nu till Vänsterpartiet, vilket också skedde.
Werner meddelade sin avgång inför partikongressen i januari 1993, och efterträddes av Gudrun Schyman. En betydande orsak var rykten om Werner hade alkoholproblem. Dessa hade florerat en längre tid och spreds till en större allmänhet i slutet av 1980-talet. Konkret diskuterades att han varit onykter under förhandlingarna vid regeringskrisen 1990. Han erkände senare ett enskilt tillfälle, en presskonferens i Karlstad 1992, då han varit onykter.

### Familj
Lars Werner var son till ombudsmannen Hjalmar Werner och kokerskan Signe, född Olsson, och var gift från 1960 med Berit Margareth Werner (född 1936).
Lars Werner är gravsatt i minneslunden på Skogskyrkogården i Stockholm.